# Jim Turnesa
Jim Turnesa, född 9 december 1912 i New York, död 27 augusti 1971, var en professionell amerikansk golfspelare.
Jim och hans sex bröder Phil, Frank, Joe, Mike, Doug, och Willie var alla framgångsrika golfspelare och det var bara Willie som inte var professionell.
Turnesa vann 1952 den 34:e upplagan av majortävlingen PGA Championship på Big Spring Country Club i Louisville i Kentucky. I finalen vann han över Chick Harbert.
1942 blev han tvåa i PGA Championship på Seaview Country Club i Atlantic City i New Jersey efter att ha förlorat mot Sam Snead.
Han vann två tävlingar på den amerikanska PGA-touren.
| Majorsegrare genom tiderna                                                                                    |              |             |                |                  |
| 200 olika spelare har vunnit i herrarnas majortävlingar. Jim Turnesa var den 89:e spelaren som vann en major. |              |             |                |                  |
| 1:a | 88:e         | 89:e        | 90:e           | 200:e            |
| Willie Park Sr                                                                                                | Julius Boros | Jim Turnesa | Walter Burkemo | Louis Oosthuizen |
| Lista över golfens majorsegrare                                                                               |              |             |                |                  |